# Eleutherochir
Eleutherochir là một chi cá biển thuộc họ Cá đàn lia. Các loài trong chi này được tìm thấy ở Ấn Độ Dương và tây Thái Bình Dương.

## Các loài
Có 1 loài được ghi nhận trong chi này:
- Eleutherochir opercularis (Valenciennes, 1837)